# Grã-Bretanha nos Jogos Olímpicos de Verão de 1964
O Reino Unido competiu como Grã-Bretanha e Irlanda do Norte nos Jogos Olímpicos de Verão de 1964 em Tóquio, Japão. Os atletas britânicos competiram e ganharam quatro medalhas de ouro. O futuro político Menzies Campbell competiu representando o Reino Unido nos 200m.